# 巨頦虎屬
巨颏虎属（Megantereon），又名巨劍劍齒虎或巨劍齒虎，是刃齿虎属的祖先。

## 化石分佈
巨頦虎的化石在非洲、歐亞大陸及北美洲均有發現。

## 生理學
正如其属名Megantereon，巨大的颏叶是巨颏虎最显著的特征，然而该特征在其可能的后代刃齿虎身上并不显著。巨颏虎具有发达的上犬齿，与剑齿虎族成员不同，巨颏虎的犬齿上并没有发育有明显的锯齿结构。巨頦虎的體型像現今的美洲豹，大小如大型的豹。牠們的前肢粗壯，而下前肢有如獅的大小。牠們的頸部肌肉強壯，一咬可以致命。

## 掠食者
巨頦虎並非以其劍齒來咬死獵物，因為其劍齒並不夠堅硬。牠有可能會咬傷獵物，待獵物流血致死。不過這樣牠需要保護獵物，免受其他掠食者搶奪，但其保護策略就不得而知。現時一般認為巨頦虎會像其他劍齒虎般利用劍齒來割破獵物頸部大部份神經及血管。但是當獵物掙扎時，巨頦虎的劍齒仍有破損的風險。

## 系统分类
巨頦虎的物種數量並不清楚，因為大部份的化石都只是碎片。一些學者指巨頦虎真正的物種數量是較以下为少：
- 阿氏巨颏虎 Megantereon adroveri Pons-Moyà, 1987
- 刀齿巨颏虎 Megantereon cultridens Cuvier, 1824
- 钩状巨颏虎 Megantereon ekidoit Werdelin & Lewis, 2000，存疑
- Megantereon eurynodon
- 法氏巨颏虎 Megantereon falconeri Pomel, 1853
- Megantereon gracile ：可能是Megantereon cultridens的異名
- 黄昏巨颏虎 Megantereon hesperus Gazin, 1933，存疑
- 意外巨颏虎 Megantereon inexpectatus de Chardin, 1939
- 藍田巨頦虎 Megantereon lantianensis 可能是Megantereon inexpectatus的異名
- 巨頦巨頦虎 Megantereon megantereon Bravard, 1828：曾被认为是Megantereon cultridens的異名
- 小巨颏虎 Megantereon microta ：暂时被认为是Megantereon megantereon的異名
- 泥河灣巨頦虎 Megantereon nihowanensis de Chardin and Piveteau J, 1930：可能是Megantereon cultridens的異名
- Megantereon vakhshensis
- 怀氏巨颏虎 Megantereon whitei Broom, 1937：可能是Megantereon cultridens的異名